# Gaetano Guadagni
Gaetano Guadagni, né le 16 février 1728 à Lodi en Lombardie et mort le 11 octobre 1792 à Padoue, est un chanteur castrat d’opéra italien.

## Biographie
Castrat, Gaetano Guadagni est engagé comme chanteur en 1746 à la basilique Saint Antoine de Padoue de Venise et il débute la même année au théâtre San Moisè dans Zenobia de Michieli. De passage à Londres, au sein d'une troupe de chanteurs comique, il est remarqué en 1748 par Haendel qui compose pour lui plusieurs airs et transpose certaines parties du Messie ou de Samson. Il est engagé pour une saison au théâtre de Haymarket. Comme comédien, il est l’élève de l'acteur britannique David Garrick, célèbre interprète de Shakespeare.
En 1754, il chante au Concert Spirituel à Paris et à Versailles. Il participe en 1762 à la création d’Orfeo ed Euridice de Gluck à Vienne en interprétant le rôle-titre. Il crée le rôle d'Oreste dans ifigenia in Tauride de Tommaso Traetta (1763) et le rôle titre dans Il Telemacco de Christoph Willibald Gluck (1765). De 1767 à 1769, il est à Venise et y crée au moins huit opéras nouveaux de Galuppi et Myslivecek.
Après 40 ans, sa voix passe du contralto au soprano et faiblit. il ne peut plus chanter Orphée, ce qui marque le début de la fin de sa carrière. Il avait un style pur et chantait sans excentricité.
Sa sœur, Lavinia Guadagni, suivait une carrière de cantatrice bouffe et avait épousé le compositeur Felice Alessandri.
Il meurt à Padoue en 1792, après avoir largement distribué les richesses considérables qu'il avait accumulées.

## Ouvrages
- Sylvie Mamy, Les grands castrats napolitains à Venise au XVIIIe siècle, Mardaga, Liège, 1994.
- Saverio Tomasella, Le chant des songes (roman), Persée, Aix-en-Provence, 2010.